# Brevard County
Das Brevard County ist ein County im US-Bundesstaat Florida der Vereinigten Staaten. Der Verwaltungssitz (County Seat) ist Titusville.

## Geographie
Die Fläche des Bezirks beträgt 4032 Quadratkilometer. Davon sind 1395 Quadratkilometer Wasserflächen (34,6 Prozent).
Das Klima ist subtropisch. Die Jahresdurchschnittstemperatur beträgt ca. 22 Grad
Das County wird vom Office of Management and Budget zu statistischen Zwecken unter dem Namen Palm Bay–Melbourne–Titusville, FL Metropolitan Statistical Area geführt.

## Geschichte
Hinweise zur frühen Besiedlung der Region aus dem 6. Jahrtausend v. Chr. liefert die  Archäologische Fundstelle Windover bei Titusville, wo in dem sumpfähnlichen Windover bog 1982 die Überreste von mindestens 168 Moorleichen ausgegraben wurden. Der Bezirk wurde im Jahr 1844 unter dem Namen Saint Lucia County gegründet. 1855 wurde er in Brevard County geändert. Namensgeber war Theodore Washington Brevard, von 1854 bis 1860 State Controller in Florida. Brevard County ist berühmt für seine Weltraumfahrerküste (Space Coast), der Bezirk ist die Heimat des Weltraumbahnhofs John F. Kennedy Space Center bei Cape Canaveral. Passend hierzu scheint die Vorwahl des Bezirkes gewählt zu sein: 321, wie in 3…2…1… Blast Off!

## Weiterführende Bildungseinrichtungen
- Brevard Community College in Cocoa
- Keiser College in Melbourne
- Florida Institute of Technology in Melbourne
- Everest University in Melbourne
- Herzing College - Melbourne, Florida in Melbourne

## Demografische Daten
Nach der Volkszählung im Jahr 2010 lebten im Brevard County 543.367 Menschen in 269.864 Haushalten. Die Bevölkerungsdichte betrug 206,1 Einwohner pro Quadratkilometer. Ethnisch betrachtet setzte sich die Bevölkerung zusammen aus 83,0 % Weißen, 10,1 % Afroamerikanern, 0,4 % Indianern und 1,0 % Asian Americans. 1,8 % waren Angehörige anderer Ethnien und 2,6 % verschiedener Ethnien. 8,1 % der Bevölkerung bestand aus Hispanics oder Latinos.
Im Jahr 2010 lebten in 26,4 % aller Haushalte Kinder unter 18 Jahren sowie 34,2 % aller Haushalte Personen mit mindestens 65 Jahren. 64,6 % der Haushalte waren Familienhaushalte (bestehend aus verheirateten Paaren mit oder ohne Nachkommen bzw. einem Elternteil mit Nachkomme). Die durchschnittliche Größe eines Haushalts lag bei 2,33 Personen und die durchschnittliche Familiengröße bei 2,84 Personen.
22,3 % der Bevölkerung waren jünger als 20 Jahre, 20,7 % waren 20 bis 39 Jahre alt, 30,0 % waren 40 bis 59 Jahre alt und 27,0 % waren mindestens 60 Jahre alt. Das mittlere Alter betrug 46 Jahre. 49,0 % der Bevölkerung waren männlich und 51,0 % weiblich.
Das jährliche Durchschnittseinkommen eines Haushalts betrug 49.099 USD, dabei lebten 12,5 % der Bevölkerung unter der Armutsgrenze.
Im Jahr 2010 war englisch die Muttersprache von 90,20 % der Bevölkerung, spanisch sprachen 5,29 % und 4,51 % hatten eine andere Muttersprache.

## Kultur und Sehenswürdigkeiten

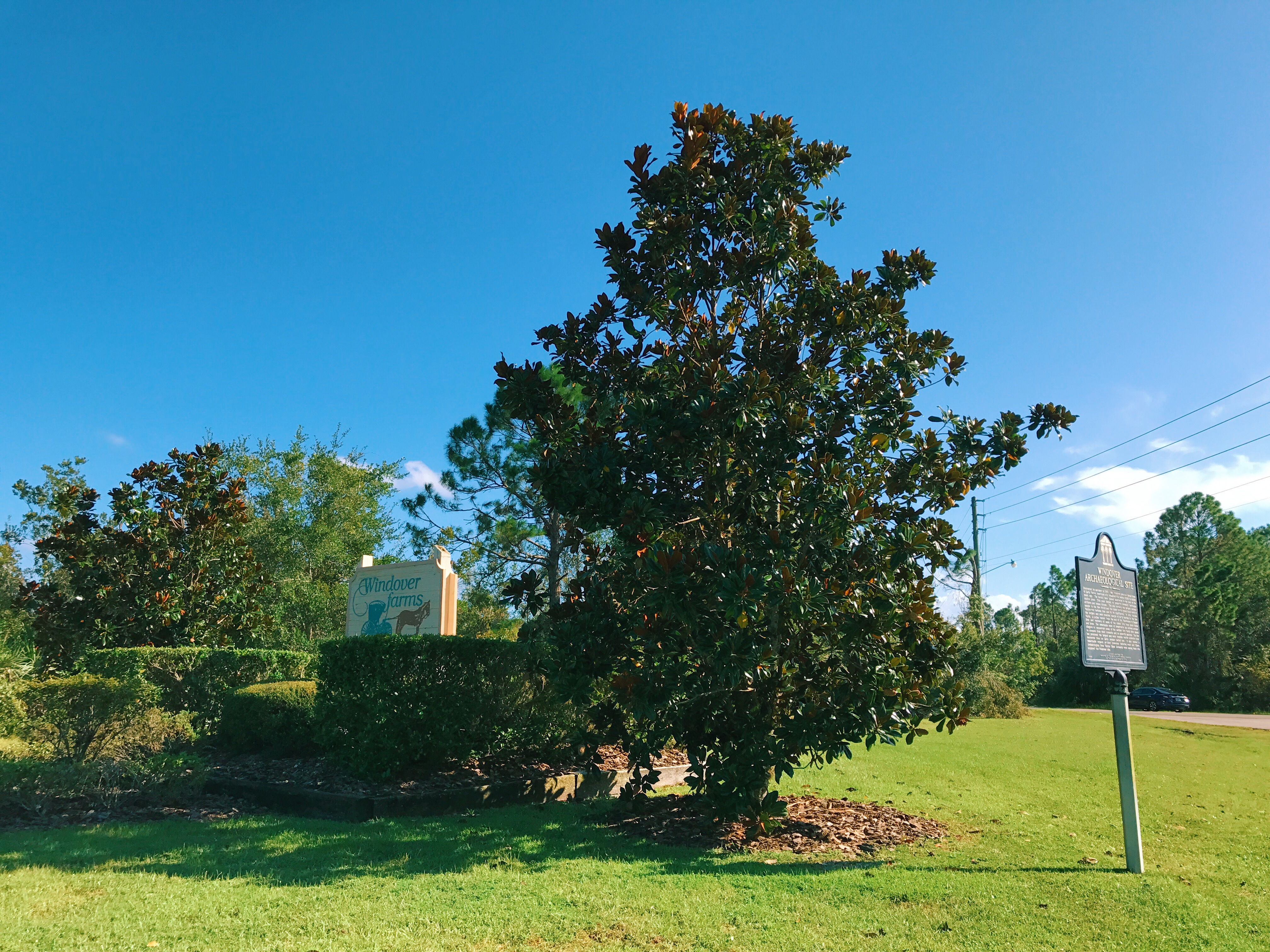
Windover Archeological Site (2017). Diese Fundstätte wurde 1982 entdeckt und enthielt 168 Moorleichen, die mehr 7000 Jahr alt waren. Im April 1987 wurde die Stätte in das NRHP eingetragen. Im folgenden Monat erhielt sie den Status eines National Historic Landmarks zuerkannt.

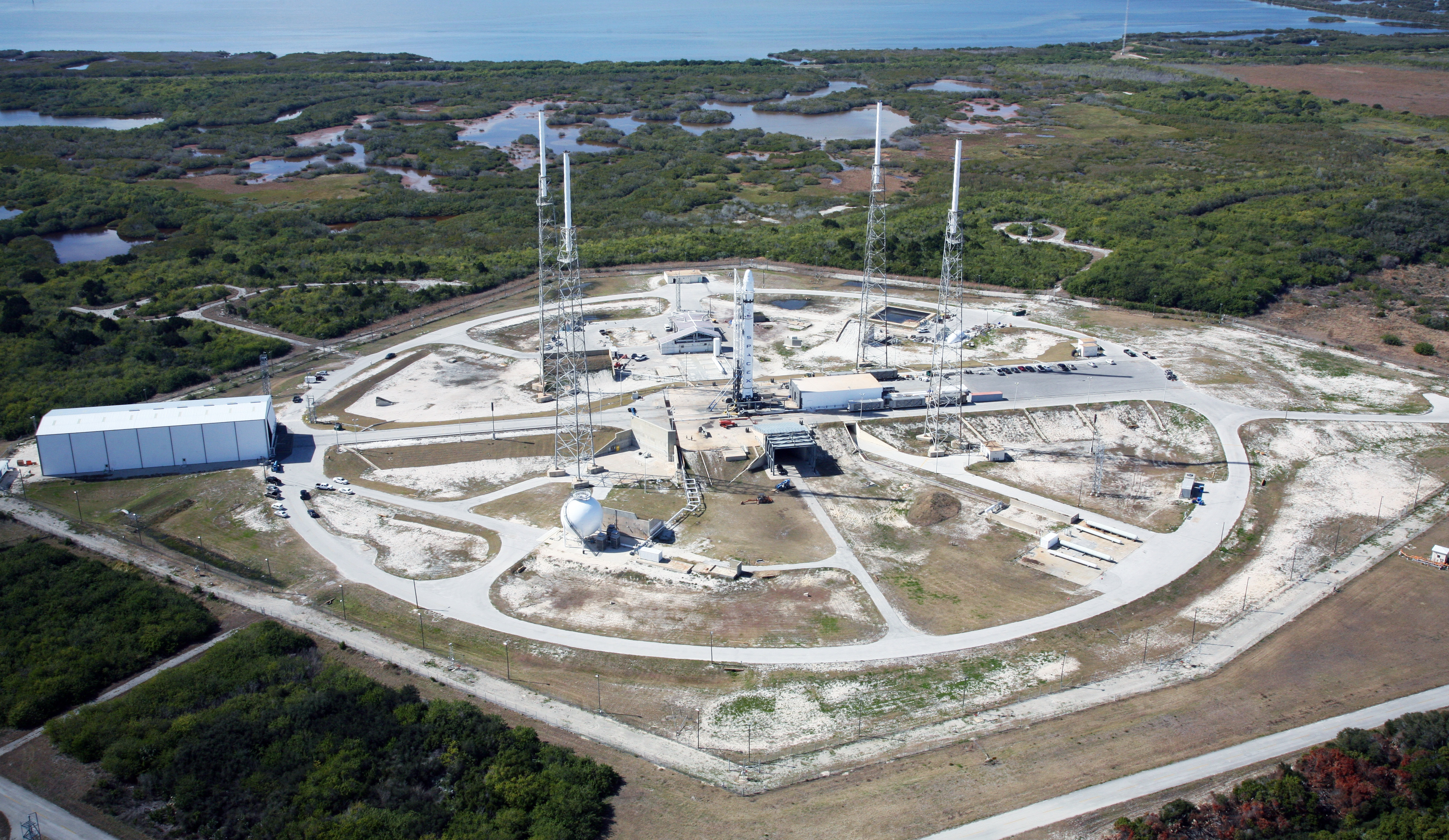
Startrampe in Cape Canaveral Space Force Station (2010). Das von der United States Space Force und NASA gemeinsam genutzte Gelände wurde im April 1984 als Historic Distric in das NRHP eingetragen. Am gleichen Tag erfolgte die Anerkennung als National Historic Landmark.

Insgesamt sind 42 Bauwerke, Stätten und historische Bezirke (Historic Districts) im Brevard County im National Register of Historic Places („Nationales Verzeichnis historischer Orte“; NRHP) eingetragen (Stand 14. Januar 2023), darunter haben die Cape Canaveral Space Force und die archäologische Fundstelle Windover den Status von National Historic Landmarks („Nationales historisches Wahrzeichen“).

## Orte im Brevard County
Orte im Brevard County mit Einwohnerzahlen der Volkszählung von 2010:
Cities:
- Cape Canaveral — 9.912 Einwohner
- Cocoa — 17.140 Einwohner
- Cocoa Beach — 11.231 Einwohner
- Indian Harbour Beach — 8.225 Einwohner
- Melbourne — 76.068 Einwohner
- Palm Bay — 103.190 Einwohner
- Rockledge — 24.926 Einwohner
- Satellite Beach — 10.109 Einwohner
- Titusville (County Seat) — 43.761 Einwohner
- West Melbourne — 18.355 Einwohner

Towns:
- Grant-Valkaria — 3.850 Einwohner
- Indialantic — 2.720 Einwohner
- Malabar — 2.757 Einwohner
- Melbourne Beach — 3.101 Einwohner
- Melbourne Village — 662 Einwohner
- Palm Shores — 900 Einwohner

Census-designated places:
- Cocoa West — 5.925 Einwohner
- June Park — 4.094 Einwohner
- Merritt Island — 34.743 Einwohner
- Micco — 9.052 Einwohner
- Mims — 7.058 Einwohner
- Patrick Air Force Base — 1.222 Einwohner
- Port St. John — 12.267 Einwohner
- Sharpes — 3.411 Einwohner
- South Patrick Shores — 5.875 Einwohner
- Viera East — 10.757 Einwohner
- Viera West — 6.641 Einwohner

## Inseln
| - Big Island - Big Snag - Brady Island - Burns Hammock - Camp Island - Cedar Hammock - Cucumber Island - Four Islands - Georges Island - Grange Island | - Grant Farm Island - Hail Island - Hamper Hammock - Happy Hammock - Harrison Island - Jack Davis Island - Jug Island - Kiwanis Island - Latham Island - Little Snag | - Merritt Island - Middle Indian Field - Mosier Hammock - Nesbit Island - North Indian Field - Onion Farm Island - Pardon Island - Pelican Island - Pepper Hammock - Picnic Island | - Pine Island - Skunk Island - South Indian Field - Spade Island - Stony Island - Tea Hammock - Thousand Islands - Three Cabbage Island - Tortoise Island |